# ريو بريتو
ريو بريتو (بالبرتغالية: Rio Preto‏)؛ بلدية في ولاية ميناس جيرايس في المنطقة الجنوبية الشرقية من البرازيل.